# 高明清
高明清（?—?），是12世纪大理国權臣，点蒼山蓮花峰芒湧溪人氏，白族，大中國皇帝高升泰的孫子，中国公高泰明的第四子。
他開始擔任定遠將軍，他父親派他鎮守统矢府（今雲南省姚安縣）。段和譽日新二年或文治元年、二年（1109年、1110年或1111年，宋徽宗大觀三年、四年或政和元年），高泰明平定三十七蠻部反亂后，派他到善闡府（今雲南省昆明市）鎮守，1119年（宋徽宗宣和元年）或1136年（宋高宗紹興六年）三十七蠻部再次反亂，攻陷善闡府殺死高明清。他的曾孫有高阿育、高泰祥。